# Schronisko „Hajstra”

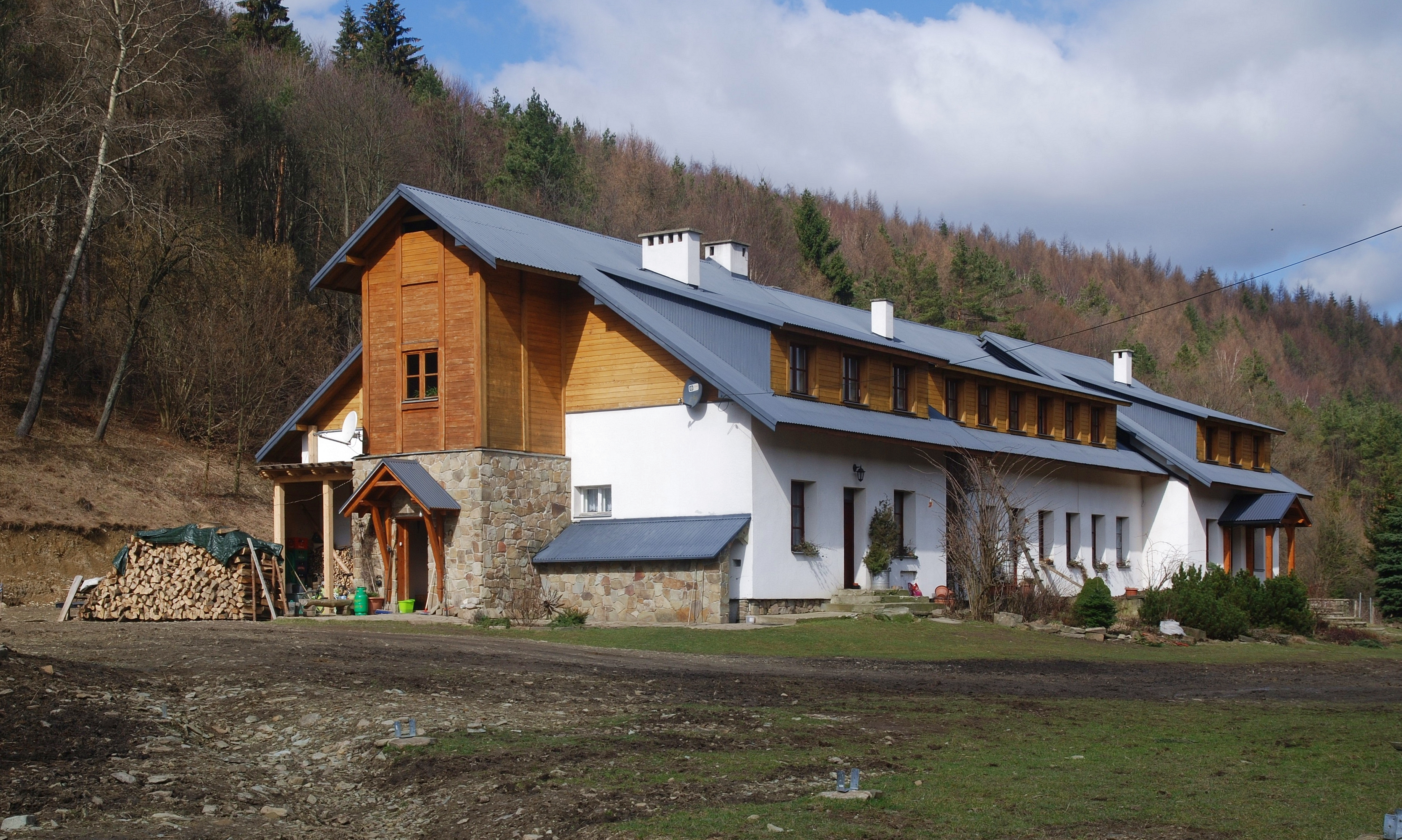
Schronisko „Hajstra” (2016)

Schronisko „Hajstra” – prywatne schronisko turystyczne położone w Hucie Polańskiej, na obszarze Beskidu Niskiego. Nazwa obiektu pochodzi od zwyczajowej nazwy bociana czarnego.
Schronisko istnieje od 1996 w budynku dawnej strażnicy Wojska Ochrony Pogranicza. Przy obiekcie funkcjonuje gospodarstwo agroturystyczne.

## Szlaki
W pobliżu schroniska przebiega szlak turystyczny biegnący z Ożennej w kierunku Baraniego i granicy polsko-słowackiej. Takie położenie schroniska stwarza idealne warunki do uprawiania turystyki pieszej i rowerowej.